# Stephan Leyhe
Stephan Leyhe (5 januari 1992) is een Duitse schansspringer. Hij springt onder andere in het Vierschansentoernooi.

## Carrière
Op 20 december 2014 maakte Leyhe zijn debuut in de wereldbeker met een dertiende plaats in Engelberg. Hij eindigde nog niet op het podium van een wereldbekerwedstrijd. 
Leyhe deed in 2015 mee aan het Vierschansentoernooi, waar hij met een 19e plaats in Oberstdorf, een 16e plaats in Garmisch-Partenkirchen, een 15e plek in Innsbruck en een 26e plaats in Bischofshofen veertiende werd in de eindstand.
Leyhe haalde in het seizoen 2015/2016 voor het eerst een plaats tussen de beste dertig van de wereldbeker: hij werd dat seizoen drieëntwintigste. Een seizoen later werd hij tweeëntwintigste. Dat seizoen bereikte hij ook zijn beste wereldbekerklassering tot nu toe: een vijfde plaats in Pyeongchang. 
In 2018 nam Leyhe deel aan de Olympische winterspelen in Pyeongchang. Samen met Karl Geiger, Richard Freitag en Andreas Wellinger behaalde Leyhe de zilveren medaille in de landenwedstrijd.

## Resultaten

### Olympische Winterspelen
| Jaar | Plaats      | Resultaten      |
| ---- | ----------- | --------------- |
| 2018 | Pyeongchang | landenwedstrijd |

### Wereldkampioenschappen schansspringen
| Jaar | Plaats  | Resultaten                                                          |
| ---- | ------- | ------------------------------------------------------------------- |
| 2017 | Lahti   | 13e normale schans 16e grote schans 4e landenwedstrijd grote schans |
| 2019 | Seefeld | 6e HS109 · Team HS130                                               |

### Wereldkampioenschappen skivliegen
| Jaar | Plaats          | Resultaten                                   |
| ---- | --------------- | -------------------------------------------- |
| 2016 | Bad Mitterndorf | 7e individuele wedstrijd · Landenwedstrijd   |
| 2018 | Oberstdorf      | 20e individuele wedstrijd 4e Landenwedstrijd |

### Wereldbeker
Eindklasseringen
| Seizoen   | Algm | SV  | 4S    | RAW |
| --------- | ---- | --- | ----- | --- |
| 2014/2015 | 38e  | 37e | 14e   |     |
| 2015/2016 | 23e  | 29e | 20e   |     |
| 2016/2017 | 22e  | 42e | 8e    | 27e |
| 2017/2018 | 18e  | 23e | 13e   | 25e |
| 2018/2019 | 11e  | 29e | Brons | 47e |
| 2019/2020 | 6e   | 13e | 10e   | 5e  |

Zeges
| Datum            | Plaats en schans | Opmerkingen     |
| ---------------- | ---------------- | --------------- |
| 21 januari 2017  | Zakopane HS134   | landenwedstrijd |
| 19 januari 2019  | Zakopane HS134   | landenwedstrijd |
| 25 januari 2020  | Zakopane HS140   | landenwedstrijd |
| 8 februari 2020  | Willingen HS145  |                 |
| 26 februari 2020 | Lahti HS130      | landenwedstrijd |

### Grand-Prix
Eindklasseringen
| Jaar | Plaats |
| ---- | ------ |
| 2013 | 65e    |
| 2014 | 75e    |
| 2015 | 33e    |
| 2016 | 35e    |
| 2017 | 7e     |
| 2018 | 26e    |
| 2019 | 37e    |

Zeges
| Datum           | Plaats en schans   | Opmerkingen     |
| --------------- | ------------------ | --------------- |
| 7 augustus 2015 | Hinterzarten HS108 | Landenwedstrijd |